# Zentrales Dienstgebäude des LZPD NRW

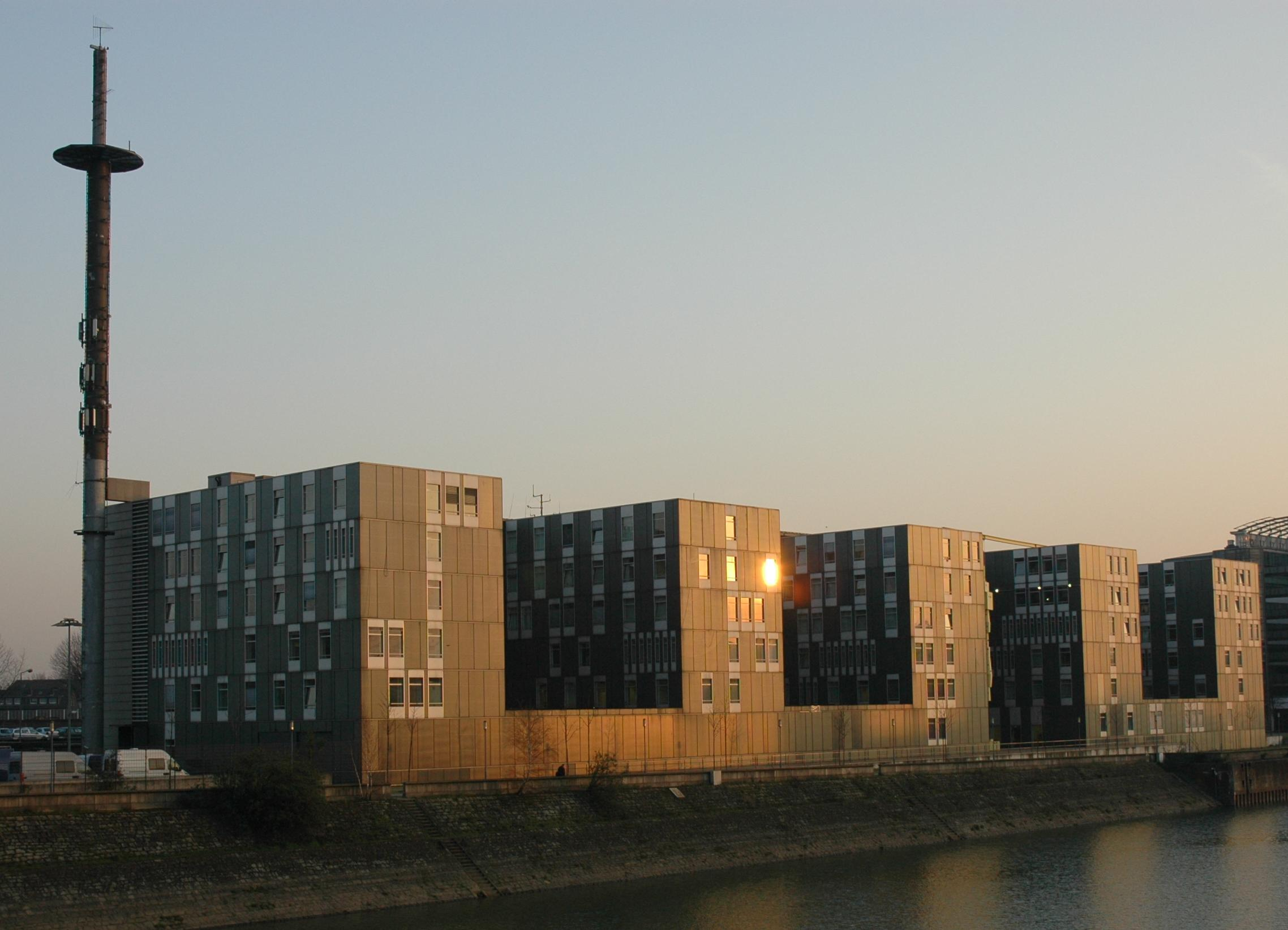
Dienstgebäude des LZPD in Duisburg

Das Zentrale Dienstgebäude des LZPD NRW in Duisburg beherbergt das Landesamt für Zentrale Polizeiliche Dienste der Landespolizei von Nordrhein-Westfalen. 
Das Gebäude im westlichen Teil des Innenhafens zwischen Marientor und Schwanentorbrücke wurde von den Schuster Architekten aus Düsseldorf nach ökologischen Gesichtspunkten geplant und unter dem Bauherrn Bau- und Liegenschaftsbetrieb NRW von 1998 bis 2002 errichtet. Die Brutto-Grundfläche des Komplexes beträgt 26.000 Quadratmeter, die Baukosten betrugen 41 Millionen Euro. 
Mit der Zusammenlegung verschiedener Dienststellen sollten in der Landesbehörde Synergien geschaffen werden und gleichzeitig die Entwicklung des Duisburger Innenhafens gefördert werden. Bautechnisch musste der Komplex einerseits die besonderen Anforderungen einer Polizeibehörde hinsichtlich Sicherheit und Nachrichtentechnik berücksichtigen und andererseits städtebaulich die Formensprache der umliegenden Speichergebäude aufnehmen.
Nach Norden bildet der Komplex mit seinen Nebenräumen und Lagerflächen eine geschlossene, 140 Meter lange Front zur Autobahn hin. Nach Süden zum Innenhafen ist er in mehrere Baukörper mit halboffenen, begrünten Innenhöfen gegliedert. Auf dieser Seite mit den Büroräumen wurden neu entwickelte Solarwandpaneele installiert, welche die eingestrahlte Wärme (111 MWh/Jahr veranschlagt) speichern und so die benötigte Heizenergie reduzieren sollten. Der Heizwärmebedarf von 9 kWh pro Quadratmeter und Jahr war deutlich unter dem Passivhaus-Standard kalkuliert. Die Kühlung arbeitet mit einem Wasserkreislauf, der sich aus dem Hafenbecken speist. Die Innenhöfe und begrünten Flachdächer verbessern mit ihrer Bepflanzung das Klima, im zentralen Hof steht die gelbe Skulptur "aliud" (das Andere) von Bogomir Ecker. 
Weitere ökologische Maßnahmen sind ein mit Rapsöl betriebenes Blockheizkraftwerk (Spitzenlastkessel 232 MWh/Jahr Wärme und 193 MWh/Jahr Elektrizität) und eine Photovoltaikanlage (32 MWh/Jahr Elektrizität), die Regenwasserzisterne auf dem Dach (150 Kubikmeter) für die Toilettenspülung sowie die Verwendung halogenfreier Elektroinstallationen und Naturmaterialien im Innenausbau. Laut Planungskonzept sollten die regenerativen Energiequellen 43 Prozent des Energiebedarfs decken.
Die Solarwandpaneele, im Prinzip Waben aus Pappe, zeigte bereits vorm Einbau Feuchtigkeitsschäden. Nach mehreren Nachverbesserungsversuchen und weiteren Problemen an den Dichtungen zwischen den einzelnen Platten wurde die Fassade 2008 komplett ausgetauscht. Wie die Energiebilanz des Gebäudes nach der Renovierung ausfällt, ist nicht bekannt.